# Daphniphyllum
Daphniphyllaceae és una família de plantes de flors de l'ordre Saxifragales amb un únic gènere Daphniphyllum, que té unes 35 espècies natives de l'est d'Àsia. Va ser descrit com a gènere el 1826. El gènere inclou arbusts i arbres de fulla perenne originaris principalment de l'est i el sud-est asiàtic, però també es troben al subcontinent indi i a Nova Guinea.
Totes les espècies de la família són dioiques, és a dir, mascle i les flors femenines es donen a diferents plantes. En classificacions més antigues, el gènere es tractava a la família Euphorbiaceae.

## Taxonomia
Espècies acceptades
1. Daphniphyllum atrobadium - Hainan
2. Daphniphyllum beddomei - Cambodja, Myanmar, Tailàndia, Vietnam
3. Daphniphyllum borneense - Borneo
4. Daphniphyllum buchananiifolium - Filipines
5. Daphniphyllum calycinum - Sud China, Vietnam
6. Daphniphyllum celebense - Sulawesi
7. Daphniphyllum ceramense - Moluques
8. Daphniphyllum chartaceum - Himàlaia, Myanmar
9. Daphniphyllum dichotomum - Sabah, Sarawak
10. Daphniphyllum glaucescens - Malàisia Peninsular, Java, Sulawesi, Illes Petites de la Sonda
11. Daphniphyllum gracile - Sulawesi, Nova Guinea, Bismarck
12. Daphniphyllum griffithianum - Malàisia Peninsular, Borneo, Sumatra
13. Daphniphyllum himalense - Himàlaia, Tibet, Yunnan
14. Daphniphyllum luzonense - Filipines, Illa de las Orquídees (Taiwán)Lan Yü
15. Daphniphyllum macropodum - Japó, S Xina, Corea
16. Daphniphyllum majus - Yunnan, Indoxina
17. Daphniphyllum neilgherrense - Sud India, Sri Lanka
18. Daphniphyllum papuanum - Nova Guinea
19. Daphniphyllum parvifolium - Luzon
20. Daphniphyllum paxianum - Sichuan, Yunnan, Guanxi, Laos
21. Daphniphyllum pentandrum - S China, Indochina
22. Daphniphyllum scortechinii - Perak
23. Daphniphyllum subverticillatum - Guangdong
24. Daphniphyllum sumatraense - Sumatra
25. Daphniphyllum teijsmannii - Japan, Jeju-do, Nansei-shoto
26. Daphniphyllum timorianum - Timor Oriental
27. Daphniphyllum woodsonianum - Sumatra
28. Daphniphyllum yunnanense - Yunnan